# Lenguas arahuacas centrales
Las lenguas arahuacas centrales son un grupo filogenético de lenguas arahuacas habladas en Brasil, Guyana, Surinam y Trinidad.

## Lenguas del grupo
Las lenguas clasificadas por Ramirez (2020) dentro de este grupo son:
- Arahuaco central
  - † Bahuana; † Manao, † Cariaí
  - † Aruã
  - Lenguas pidianas:
    - † Mawayana
    - Wapishana, † Parawana, † Aroaqui

  - ? † Shebayo

(† = extinto)